# 圣康坦昂图尔蒙
圣康坦昂图尔蒙（法語：Saint-Quentin-en-Tourmont，法語發音：[sɛ̃ kɑ̃tɛ̃ ɑ̃ tuʁmɔ̃]）是法国上法蘭西大區索姆省的一个市镇，属于阿布维尔区。

## 地理
圣康坦昂图尔蒙（50°17'6"N, 1°35'22"E）面积32.89 平方千米，位于法国上法蘭西大區索姆省，该省份为法国北部沿海省份，北起加来海峡省和北部省，西接滨海塞纳省和大西洋英吉利海峡，南至瓦兹省，东临埃纳省。
与圣康坦昂图尔蒙接壤的市镇（或旧市镇、城区）包括：勒克罗图瓦、康村、吕镇。

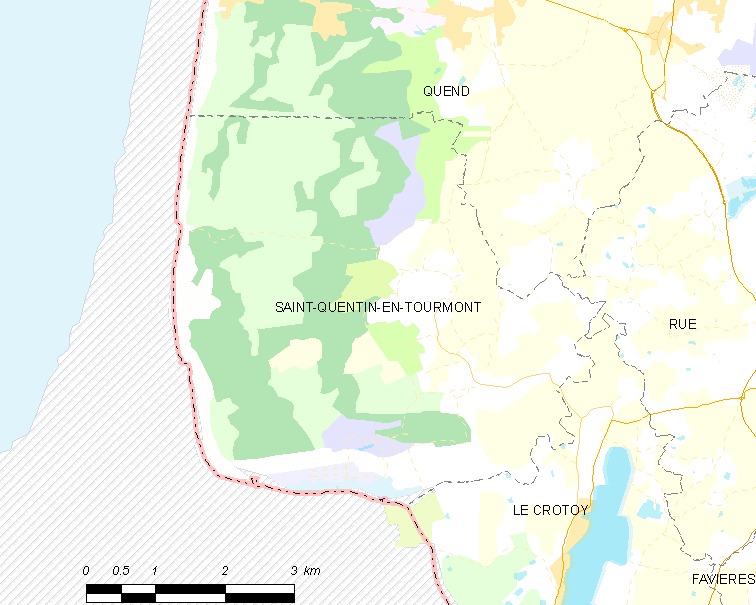
圣康坦昂图尔蒙的OSM定位图

圣康坦昂图尔蒙的时区为UTC+01:00、UTC+02:00（夏令时）。

## 行政
圣康坦昂图尔蒙的邮政编码为80120，INSEE市镇编码为80713。

## 政治
圣康坦昂图尔蒙所属的省级选区为吕镇县。

## 人口

1962-2008年间圣康坦昂图尔蒙人口变化图示

圣康坦昂图尔蒙于2022年1月1日时的人口数量为295人。